# Bevern
Pour les articles homonymes, voir Bevern (homonymie).
Bevern est une municipalité allemande située dans le land de Basse-Saxe et l'arrondissement de Holzminden.

## Personnalités liées
- August Ferdinand de Brunswick-Wolfenbüttel-Bevern (1677-1704)
- Ferdinand-Albert II de Brunswick-Wolfenbüttel (1680-1735)
- Anton Ulrich de Brunswick-Wolfenbüttel (1714-1766)
- Louis Gerverot (1747-1829)
- Wilhelm Henke (1897-1981)
- Erich Sander (1913-2005)